# Friedrich Sigmund von Sommerfeld
Friedrich Sigmund von Sommerfeld auch Friedrich Siegmund Sommer von Sommerfeld († 1800) war ein preußischer Offizier, letzter Chef des Königsberger Land-Regiments und nachmaliger Oberst.

## Leben
Sommerfeld war Angehöriger einer Familie, die am 19. September und 1. Oktober 1786 von König Friedrich Wilhelm II. ihren Adelsstand bestätigt und erneuert bekam.
Er übernahm am 27. Juli 1777 im Rang eines Oberstleutnants das Königsberger Land-Regiment (Nr. 2).
Sommerfeld war der letzte Inhaber des Königsberger Land-Regiments, da die vier Landregimenter um 1790 herum aufgelöst wurden. Im Nachgang der Regimentsauflösung soll er noch zum Oberst avanciert sein.
Er heiratete 1777 Anna Albertine Alexandrine von Wartensleben (* 28. Juni 1742; † 3. Februar 1803), verwitwete von Werthern, geschiedene von Burgsdorff und Tochter des Oberst Hermann von Wartensleben.